# Austrina Vallis
L'Austrina Vallis è una struttura geologica della superficie di Venere.